# Arun Mahidan
Arun Mahidan (em persa: ارون ماهيدان, também romanizada como Arūn Māhīdān; também conhecida como Arrūn e Arūn) é uma aldeia do distrito central do condado de Abadeh, na província de Fars, no Irã.